# 丹羽盤桓子
丹羽 盤桓子（にわ ばんかんし、安永2年2月7日（1773年2月27日） - 天保12年3月7日（1841年4月27日））は江戸時代後期の書家、学者。名は勗、字は子勉、通称は嘉六。晩年は覚非道人と号した。
尾張藩右筆を務め、細楷を得意とした。
号は易経「盤桓すと雖も、志は正しきを行ふ也。」に拠る。

## 生涯

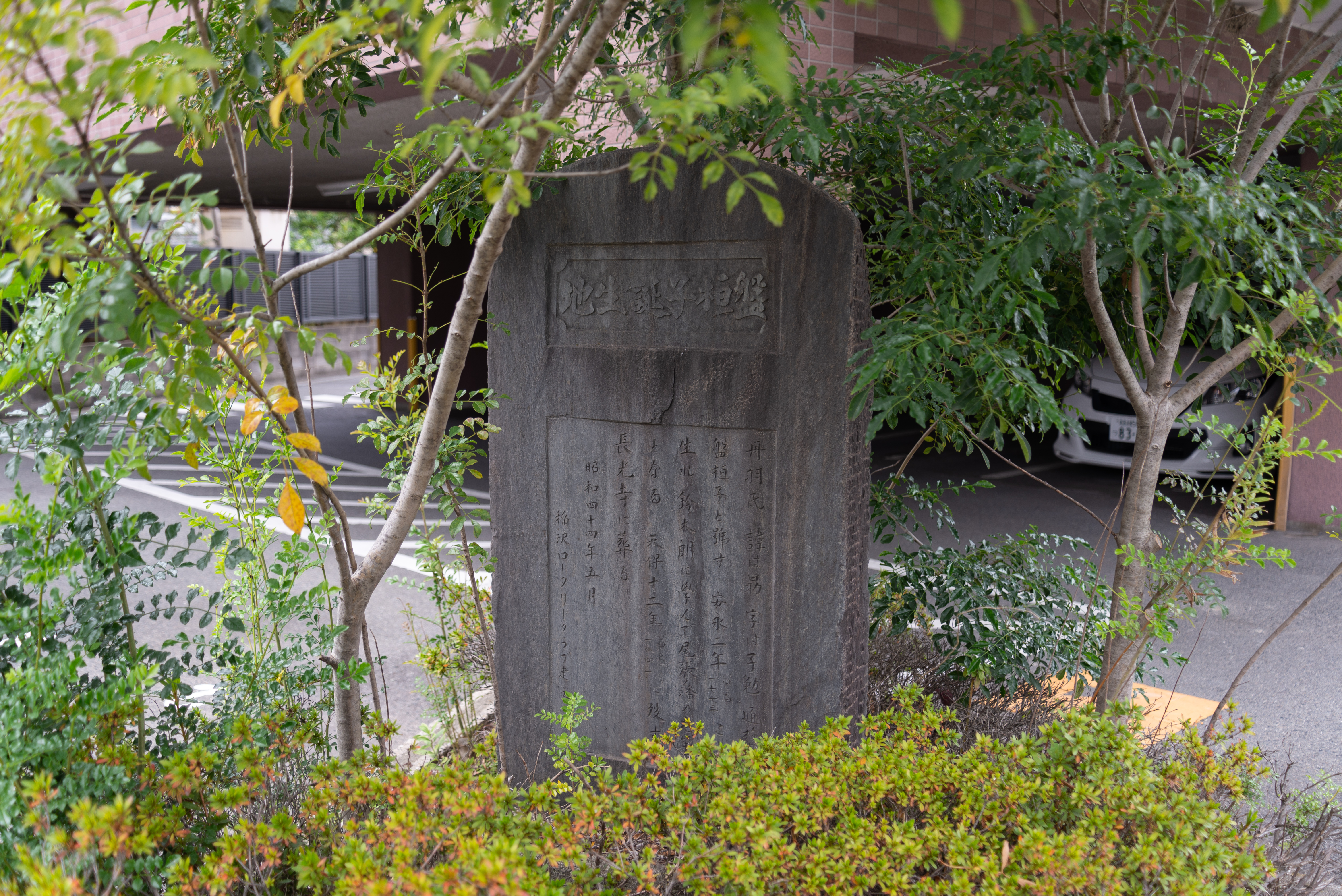
井之口町にある生誕碑

安永2年（1773年）2月7日、尾張国中島郡井ノ口村四ツ谷（愛知県稲沢市井之口町）に生まれた。安永8年（1779年）丹羽嘉言に書を学び、趙孟頫書『赤壁賦』を臨書し、4ヶ月で修業した。
四ツ谷は美濃路と岐阜街道の追分に位置し、幼少時、尾張藩主が当地で休憩を取った際、御前で揮毫を披露することとなった。腕力が足りず太筆を上手く扱えなかったので、足で蹴り上げようとしたところ、藩主の前の畳に投げ出してしまい、平然と座に復したという。
寛政年間、尾張藩日記局に採用され、20年間歴代事蹟編纂の史料筆写を担当した。また、藩主徳川斉温、徳川斉荘に書道を教えた。
国学者鈴木朖には国学、漢学を学んだ。鈴木朖に従い江戸に赴いた際、徳川将軍の御前で揮毫を披露した。幕府はこれを評価し、召し抱えようと尾張藩と交渉したが、尾張藩はこれを拒んだという。
ある時、徳川御三家が集まり江戸築地で舟遊びをしたが、尾張藩の舟の幟は盤桓子の揮毫だった。出発前、近くからでは紀伊藩、水戸藩の幟に比べて蕪雑に見えたが、いざ沖に遠ざかると、他の幟の文字が霞んで見えなくなるのに比して、盤桓の字は鮮明に浮かび上がったという。
天保12年（1841年）病に伏せ、3月6日死去した。何も言い遺すことはないが、もう少し字を習いたかったと言い遺して目を閉じた。墓所は六角堂東町長光寺。
匡之、紹之、輔之、千春の4男がいたが、輔之が家督を継いだ。

## 著書
- 『平理策』 - 『日本経済叢書』第21巻、『日本経済大典』第33巻収録
- 『歴代事実』

## 人物
文政2年（1819年）12月建立「右 京都道、大垣道／右 ぎふ 浅井道」の道標は盤桓子の書だが、石工がある字の書体を修正したため、大いに憤慨したと伝わる。
ある時、清洲のうどん屋に依頼されて看板を揮毫し、評判となったが、後に長持にうどんに関する文献や書き損じが満杯に詰まっていたという噂が広まり、人々が感心したという。

## 評価
清の金邠も盤桓子の書を評価し、数幅を需めて持ち帰った。
頼山陽は、盤桓子が清水寺に奉納した額面や鳩居堂の額を見て、版下を書かせるによい字だと評した。

## 弟子
- 山田盤谷
- 神谷道一
- 沢田眉山
- 山崎荻渚
- 梶原昭豊
- 杉本蘭皐
- 水谷訥斎
- 牧野左右蔵
- 瞻月